# Número primo de Pillai
Um número primo de Pillai é um número inteiro p para o qual existe um inteiro n > 0, de modo que o fatorial de n é um menos que um múltiplo deste primo, mas o primo não é um mais que o múltiplo de n. Algebricamente:
{\displaystyle n!\equiv -1\mod p} mas {\displaystyle p\not \equiv 1\mod n}. Os primeiros primos de Pallai, em ordem crescente, são:
23, 29, 59, 61, 67, 71, 79, 83, 109, 137, 139, 149, 193, ... (sequência A063980 na OEIS)
Os primos de Pillai levam o nome do matemático Subbayya Sivasankaranarayana Pillai, que provou haver infinitos números desta categoria.